# Battaglia di Kressenbrunn
La battaglia di Kressenbrunn venne combattuta nel luglio 1260 fra il regno di Boemia e il regno di Ungheria per il possesso dell'arciducato d'Austria e il ducato della Stiria. Le forze boeme erano comandate da re Ottocaro II di Boemia e quelle ungheresi da re Béla IV d'Ungheria.
Nel 1251 il padre di Ottocaro, re Venceslao I di Boemia, non solo si era attribuito il titolo di margravio di Moravia, ma si era anche attribuito quelli di duca di Austria e Stiria, territori divenuti senza monarca dopo l'estinzione della casa di Babenberg nel 1246. Per legittimare la sua successione, nel 1252 Ottocaro sposò Margherita d'Austria, sorella dell'ultimo duca di Babenberg.
Quando Ottocaro succedette a suo padre come re di Boemia nel 1253, Béla, preoccupato del suo crescente potere, reclamò il ducato di Stiria. Nello stesso tempo, la nipote di Margherita, Gertrude aveva sposato Roman Danylovič, figlio del re Danilo di Galizia discendente della dinastia Árpád. La disputa ebbe inizio quando, con l'aiuto di papa Innocenzo IV nel 1254, Béla ricevette gran parte della Stiria e successivamente vi insediò il figlio Stefano V d'Ungheria col titolo di duca. Comunque, nel 1260, il conflitto riprese, dopo che la nobiltà di Stiria si era rivoltata contro gli Árpád e Ottocaro partecipò a una campagna nel ducato. Béla si alleò con Daniele di Galizia e Boleslao V il Casto re di Polonia e marciò contro Ottocaro.
Le truppe di Ottocaro erano costituite da militari di Boemia, Moravia, Germania, Polonia, Carinzia e Stiria, mentre quelle di Béla vedevano la partecipazione di ungheresi, cumani, russi, polacchi, bulgari, valacchi, ucraini, bosniaci, serbi, e uomini di Pecheneg e Szekler. Entrambi gli eserciti si radunarono sulle rive opposte del fiume Morava, dove per lungo tempo si fronteggiarono studiandosi reciprocamente. Poiché nessuno dei due eserciti si decideva a passare il fiume, Ottocaro propose un accordo; le sue truppe si sarebbero ritirate per dare agli ungheresi l'opportunità di passare sull'altra sponda del fiume. Appena si furono ritirati, il figlio Stefano di Béla iniziò un attacco, passò la Morava e raggiunse la cavalleria boema in ritirata al villaggio di Kressenbrunn. Ottocaro riuscì a richiamare le sue forze e respinse Stefano che fu ferito seriamente. Le forze boeme inseguirono le truppe di Béla e molti ungheresi annegarono nel fiume.
Essa è considerata una delle più grandi battaglie dell'Europa centrale nel medioevo, anche se gli storici dubitano della possibilità di rifornire un così gran numero di mercenari. Dopo la vittoria di Ottocaro, il re Béla rinunciò al ducato di Stiria e nel 1261 combinò il matrimonio di sua nipote Cunegonda di Slavonia con il re boemo. Comunque, i suoi successori continuarono a contendersi il regno di Boemia.